# Henri d'Orange-Nassau
Henri d'Orange-Nassau est né le 13 juin 1820 au palais de Soestdijk dans le Royaume uni des Pays-Bas et mort le 14 janvier 1879 au château de Walferdange, dans le Grand-duché de Luxembourg.
Prince d'Orange-Nassau, il fut vice-amiral de la marine royale néerlandaise et lieutenant-représentant de son frère aîné, le roi grand-duc Guillaume III, au Grand-duché de Luxembourg.

## Biographie

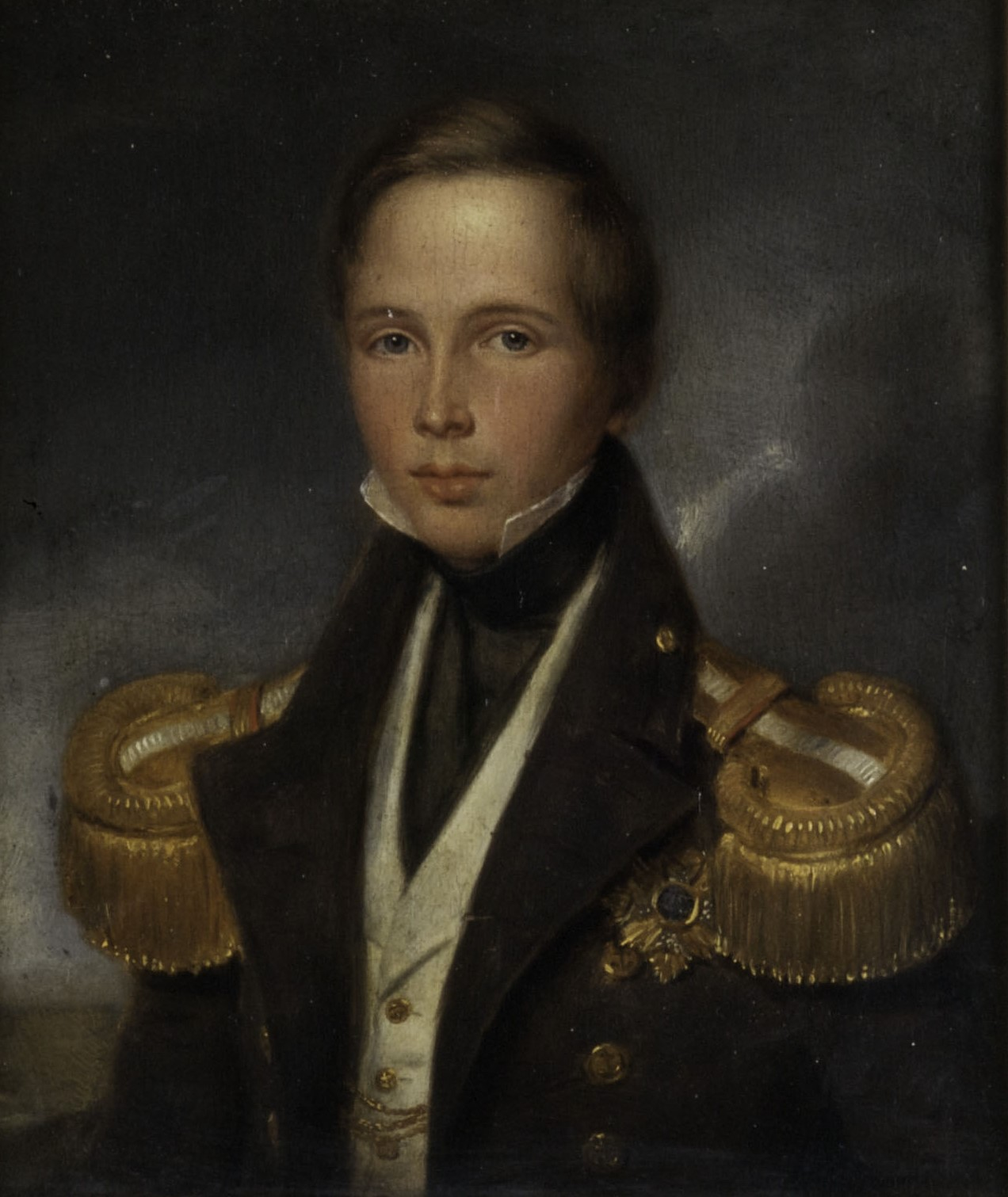
Portrait du prince Henri jeune.

Henri d'Orange-Nassau est le fils du roi Guillaume II des Pays-Bas et de la grande-duchesse Anna Pavlovna de Russie.
Henri d'Orange-Nassau entra dans la marine royale néerlandaise comme officier. Il fut promu Viceadmiraal de la flotte néerlandaise. En 1850, il fut nommé lieutenant-représentant de son frère aîné, grand-duc de Luxembourg en titre, au Grand-duché et conserva ce poste jusqu'à son décès. Il soutenait naturellement le mouvement orangiste luxembourgeois. Lors du "Coup de 1856", il soutint son frère le roi grand-duc lorsque celui-ci fit abroger la constitution libérale du grand-duché pour la remplacer par une constitution autoritaire inspirée de celle de la Prusse.
Henri d'Orange-Nassau décéda de la rougeole le 14 janvier 1879 au château de Walferdange au nord de Luxembourg-ville.

### Mariages
Le 9 mai 1853, il épousa à Weimar Amélie de Saxe-Weimar-Eisenach (1830-1872), fille du duc Bernard de Saxe-Weimar-Eisenach, lui-même ancien gouverneur du Luxembourg.
Veuf, Henri d'Orange-Nassau épousa le 24 août 1878, à Potsdam, la princesse Marie de Prusse (1855-1888), petite-nièce de l'empereur allemand Guillaume Ier et fille du prince Frédéric Charles de Prusse et de la princesse Marie-Anne d'Anhalt-Dessau.
Ces deux unions restèrent stériles.

## Généalogie
Henri d'Orange-Nassau appartient à la sixième branche (Nassau-Dietz) issue de la seconde branche (Nassau-Dillenbourg) de la Maison de Nassau. Cette lignée de Nassau-Dietz, aujourd'hui Orange-Nassau, appartient à la tige ottonienne qui donna des stathouders à la Hollande, la Frise, la Zélande, la Gueldre, un roi à l'Angleterre et à l'Écosse en la personne de Guillaume III d'Orange-Nassau, des rois et des reines aux Pays-Bas et, jusqu'en 1890, trois grands-ducs de Luxembourg.